# Genere (scienze sociali)
Il genere sessuale  (in inglese gender), è oggetto dello studio della sociologia in quanto determinato sulla base di componenti di natura sociale comportamentale e culturale e non, invece, sulle differenze di natura biologica o fisica. Il genere esprime, quindi, l'appartenenza ad un sistema di parametri sociali sessuali, dal punto di vista culturale e non biologico.
La maggior parte delle culture usa un binarismo di genere, con due generi (genere maschile e genere femminile); coloro al di fuori di questi due generi rientrano nel termine generico non binario (o genderqueer).
Le caratteristiche che definiscono i generi sono variabili a seconda dei contesti storico-sociali e possono includere il sesso biologico (cioè lo stato di essere maschio, femmina), strutture sociali basate sul sesso (cioè ruoli di genere) o identità di genere.
Alcune culture hanno specifici ruoli di genere che sono distinti da "uomo" e "donna", come gli hijra dell'Asia meridionale. Questi sono spesso indicati come terzo genere.

## Etimologia e utilizzo
Il termine deriva dal latino genus e, a partire dall'antico francese gendre diffusosi in inglese nella forma gender viene utilizzato per riferirsi ai ruoli di genere come modelli di relazione, aspettative, vincoli ed opportunità diverse. Il termine "genere" si distingue da sesso, che invece rimanda alla natura biologica del maschile e del femminile e quindi alla dimensione genotipica e fisiologica.
Il sessuologo John Money ha introdotto la distinzione terminologica tra sesso biologico (maschio genotipicamente XY/femmina genotipicamente XX) e genere (uomo/donna) come modelli di comportamento nel 1955. Prima del suo lavoro, il termine era usato principalmente per le categorie grammaticali. Tuttavia, il significato corrente della parola non è diventato molto diffuso fino agli anni settanta, periodo in cui alcune autrici femministe come Gayle Rubin hanno approfondito l'analisi relativa alla distinzione tra sesso biologico e costruzione sociale del genere. Oggi la distinzione è rigorosamente rispettata in alcuni contesti, in particolare le scienze sociali e documenti scritti dalla Organizzazione Mondiale della Sanità (OMS).
Le scienze sociali hanno un ramo dedicato agli studi di genere. Anche altre scienze, come la sessuologia e le neuroscienze, sono interessate al tema. Mentre le scienze sociali hanno un approccio al genere come un costrutto sociale, la ricerca nelle scienze naturali indaga se, quanto e come alcune differenze biologiche nei maschi e nelle femmine possono influenzare lo sviluppo del genere negli esseri umani cercando di aggiornare il dibattito in corso. Nella letteratura inglese, si è analizzata una tripartizione tra sesso biologico, identità di genere, e ruolo di genere sociale. Questo analisi è apparsa per la prima volta in un articolo sul transessualismo nel 1978.

## Teorie sulla non-conformità di genere etransgender
Cisessuale (o, in inglese, cisgender) è il termine talvolta utilizzato per coloro che si riconoscono pienamente nel sesso assegnato alla nascita e si conformano al relativo ruolo di genere.
Per indicare le diverse condizioni dei transgender e di coloro che, per identità di genere e/o ruolo di genere, non si conformano al sesso o al genere assegnato alla nascita, i movimenti LGBT e alcuni ricercatori hanno proposto diversi termini, alcuni dei quali sono ormai stati ufficialmente accettati dalla American Psychological Association, come quelli riportati nel seguente elenco:
- Crossdresser: persona che, a prescindere dall'orientamento sessuale e dall'identità di genere, assume un aspetto diverso da quello del sesso assegnato alla nascita;
- Drag queen/drag king: indicano rispettivamente un maschio che assume l'aspetto del sesso opposto e viceversa, ma questi termini vengono solitamente utilizzati con riferimento a spettacoli;
- FtM: persona di sesso femminile alla nascita che ha assunto, sta assumendo o intende assumere un corpo o un'identità di genere maschile;
- Gender questioning: individuo in dubbio sulla sua identità di genere;
- Genderqueer: persona la cui identità di genere non corrisponde né a quella maschile né a quella femminile e che possono considerarsi sia maschi che femmine (bigender, pangender, androgini), privi di genere (genderless, gender neutral, neutrois, agender), capaci di transitare da un genere all'altro (genderfluid) o appartenenti al cosiddetto terzo sesso;
- Intersessuale: individuo con una condizione biologica che causa una discordanza tra cromosomi sessuali, organi riproduttivi esterni, organi riproduttivi interni e/o ormoni sessuali;
- MtF: persona di sesso maschile alla nascita che ha assunto, sta assumendo o intende assumere un corpo o un'identità di genere femminile;
- Transessuale: persona che si sta sottoponendo o si è sottoposta a interventi per conformarsi fisicamente alla sua identità di genere, che è diversa rispetto a quella del sesso assegnato alla nascita;
- Transgenere: termine utilizzato per indicare coloro che presentano una discordanza tra il sesso assegnato alla nascita e la loro identità di genere e/o il loro ruolo di genere;
- Two-spirit (in italiano, due-spiriti): termine utilizzato nella cultura di alcuni gruppi di nativi americani per indicare quegli individui che si identificano sia con i ruoli di genere maschili che con quelli femminili.